# Диментор
Дименторите са същества от приказния свят на Хари Потър. Те са високи, нямат очи, а само уста, с която прилагат последното си и най-страшно оръжие – Целувката на Диментора. Тогава дименторът изсмуква душата на жертвата си през устата. Тези същества не прощават, интересуват се само от това да могат да се хранят.
Обикновено, при приближаването на диментор, магьосникът или не-магьосника, изпитват силно чувство на безнадеждност, отчаяние и тъга, сякаш никога повече няма да изпитат радост и щастие. Те изсмукват всяка щастлива мисъл.
При продължителен престой сред диментори магьосникът губи силата си. Тези, по природа тъмни създания, с радост биха се присъединили към Волдемор. Албус Дъмбълдор неведнъж е бил против тяхното присъствие в Азкабан и с основание.
През 1996 година дименторите напускат Азкабан и се присъединяват към черния магьосник Лорд Волдемор. По-рано през 1995 година 10 от поддръжниците на Волдемор избягват от Азкабан без да бъдат спрени.